# يوري ساك
يوري ساك (بالأوكرانية: Сак Юрій Миколайович)‏ هو مدرب كرة قدم ولاعب كرة قدم أوكراني في مركز الوسط، ولد في 3 يناير 1967 في زاباروجيا في أوكرانيا. شارك مع منتخب أوكرانيا لكرة القدم. أما مع النوادي، فقد لعب مع تشورنومورتس أوديسا وسبارتاك موسكو وكريليا سوفيتوف سامارا وميتالوره زابورجيا ونادي أوديسا ونادي إيليتشيفيتس ماريوبول.

## وصلات خارجية
- يوري ساك على موقع اتحاد أوكرانيا (الإنجليزية)
- يوري ساك على موقع قاعدة بيانات كرة القدم.إي يو (الإنجليزية)
- يوري ساك على موقع ناشيونال فوتبول تيمز (الإنجليزية)